# 美麗密令
《美麗密令》，為2010年由王晶執導、禤嘉珍監製的一部電影。
部份劇情安排和演員配搭均與新紮師妹系列相似。

## 故事梗概
鍾愛芳（蔡卓妍）如願以償考入香港警隊成為警員，並且與父親鍾落海（許紹雄）同屬一區，但落海一直希望女兒嫁入豪門，愛芳首次巡邏便與即將入特別任務連的袁子丹（樊少皇）一起救了污點證人肥威（林雪）立下大功，并因此獲得上司鐵美麗（吳君如）賞識。
由於肥威女兒君君（李曼筠）參加電視臺第一屆華夏杯青春小姐選美，肥威怕女兒會遭天爺（王晶）綁架而要求警方保護其女兒安全才肯出面指證天爺。為此，警方高層決定派愛芳參加選美以便貼身保護君君。

## 演員
| 演員   | 角色                         |
| 蔡卓妍 | 鍾愛芳                       |
| 吳君如 | 鐵美麗                       |
| 樊少皇 | 袁子丹                       |
| 陸毅   | 陸志昂﹝粵語配音：羅偉傑﹞   |
| 謝娜   | 伍易珊﹝粵語配音：曾秀清﹞   |
| 李曼筠 | 君君﹝粵語配音：林芷筠﹞     |
| 王 晶  | 天爺                         |
| 高海寧 | 何鳳﹝粵語配音：劉惠雲﹞     |
| 梁政珏 | 芭芭拉                       |
| 林 雪  | 肥威                         |
| 張達明 | 程威臣                       |
| 許紹雄 | 鍾落海                       |
| 陳偉霆 | 秦朗                         |
| 詹瑞文 | 岑志文                       |
| 森 美  | 錢小威                       |
| 譚俊彥 | 飛虎隊隊長                   |
| 苑瓊丹 | 總警司                       |
| 王宗堯 | 殺手阿龍﹝粵語配音：陳旭明﹞ |

## 外部連結
- 新浪娛樂《美麗密令》專題頁 （页面存档备份，存于）
- 開眼電影網上《美麗密令》的資料（繁體中文）
- 豆瓣电影上《美麗密令》的資料 （简体中文）
- 时光网上《美麗密令》的資料（简体中文）
- AllMovie上《美麗密令》的资料（英文）
- 爛番茄上《美麗密令》的資料（英文）
- 香港影庫上《美麗密令》的資料（繁體中文）
- 互联网电影数据库（IMDb）上《美麗密令》的资料（英文）